# Heliodorus van Emessa
Heliodorus van Emessa (Gr. Ἡλιόδωρος Heliodoros) was een Grieks schrijver uit de 3e/4e eeuw na Chr. 
Hij is de schrijver van de Griekse roman Aithiopika (Latijn: Aethiopica) wat iets moet betekenen als 'Ethiopische verhalen'. Hij behoort tot de Big Five van de Griekse romanschrijvers wier werk overgeleverd is. Heliodorus is de laatste en moeilijkste van deze romanschrijvers. In later tijd werd zijn werk veel gelezen en bewonderd. Zo is onder andere de Aïda van Verdi door dit verhaal geïnspireerd. 
De Aethiopica is vermoedelijk vlak voor 350 na Chr. geschreven. In het 9e boek wordt namelijk de belegering van Syene beschreven die zeer veel overeenkomsten vertoont met de historische belegering van Nisibis in 350 na Chr. door keizer Julianus. 

## Samenvatting van deAethiopica
De Aethiopica (Αἰθιοπικά) vertelt het verhaal van een Ethiopische prinses die bij haar geboorte achtergelaten wordt door haar moeder, de koningin Persinna. De reden hiervoor is dat het meisje, in tegenstelling tot haar ouders, met een witte huidskleur geboren werd. De Griek Charicles (Χαρικλῆς) neemt haar mee naar Delphi, waar zij - nu luisterend naar de patroniem Chariclea (Χαρίκλεια) - een priesteres van Artemis wordt. Tijdens de Pythische spelen, waar zij als priesteres de plechtigheden verzorgt, ziet ze Theagenes (Θεαγένης) voor de eerste keer. Hij ziet haar ook, en beiden worden op slag smoorverliefd. Ze verklaren hun liefde maar trouwen nog niet. Om aan een orakel te voldoen, verlaten ze Delphi onder leiding van de Egyptische priester Calasiris (Καλάσιρις). Ze beleven allerlei avonturen op zee zoals piratenaanvallen, verliefde rovers en stormen. 
Ten gevolge van een storm stranden ze dan ook in Egypte aan de Nijldelta. Nadat een roversbende het koppel daar gevangen neemt, wordt Theagenes naar Memphis en de satraap Oroondates gestuurd. Chariclea komt weer bij Calasiris terecht. Zij trekken naar Memphis. Daar krijgt het herenigde koppel te maken met de passie en jaloezie van Arsace; zij is de vrouw van Oroondates die verliefd is op Theagenes en alles doet om hem in haar bezit te krijgen. Ze worden gered uit Memphis in opdracht van Oroondates, maar onderweg naar hem worden ze door een bende Ethiopiërs gevangengenomen. Zo komen ze in Syene terecht. Daar maken ze een belegering van de stad door de Ethiopische koning Hydaspes mee, en worden naar Meroë gestuurd om als dankoffer voor diens overwinning vermoord te worden. Daar laat Chariclea zich herkennen door de koningin (haar moeder Persinna), dankzij de merktekens die ze altijd al bij zich droeg. Het verhaal eindigt met de bruiloft van Chariclea en Theagenes. 
Het verhaal wordt grotendeels door middel van flash-backs verteld en begint in medias res. Naast de rode draad van het verhaal (Theagenes en Charikleia die op elkaar verliefd worden, meerdere keren van elkaar gescheiden raken en uiteindelijk toch verenigd worden) worden vele andere verhalen verteld. 

## Karakterisering
Een belangrijk motief in het verhaal is de manier waarop Chariclea wordt voorgesteld als uitzonderlijk mooie vrouw. Een groot deel van de problemen tijdens hun zwerftocht ontstaan omdat mannen verliefd worden en willen trouwen met Chariclea, terwijl zij wil trouwen met Theagens. Opvallend hier is ook het element van kuisheid. Chariclea wil maagd blijven tot haar huwelijk met Theagenes, én ze overtuigt hem hetzelfde te doen. 
Daar zit volgens onderzoekster Suzanne Lye ook het verschil tussen Chariclea en koningin Arsace. Beide zijn namelijk niet van Griekse afkomst en worden beschreven als zeer mooie vrouwen, maar toch is de één de heldin van het verhaal en wordt de ander bijna gedemoniseerd. Volgens Lye is het verschil tussen Chariclea en Arsace dat deze eerstgenoemde de Griekse waarden volledig geïnternaliseerd heeft, waar haar onthouding tot het huwelijk een voorbeeld van is. Zo spreekt ze ook geen andere talen dan Grieks. In tegenstelling tot Chariclea is de ‘Grieksheid’ van Arsace enkel een act, ze heeft de waarden zich niet eigen gemaakt. Ze kan haar lust naar mannen en rijkdom niet bedwingen, en dit past volledig in het stereotiep dat Grieken hadden van niet-Grieken.
Theagenes is een adellijke Thessaliër die voor de Pythische spelen naar Delphi kwam en daar verliefd wordt op Chariclea. Deze liefde zal hem tot verre oorden en vele gevaren leiden. Daarnaast is hij net als Chariclea heel knap: “… μὴ ἂν φανῆναί τι κατ᾽ ἀνθρώπους ὃ τὸ Θεαγένους ὑπερβάλλοι τὸ κάλλος" (Heliod. Aeth. 3.3). “Dat er nooit iemand bij de mensen leek geweest te zijn die Theagenes overtrof in schoonheid.” Bovendien is hij, net als Chariclea, nog maagd: “…Ὁμιλίας γὰρ ἔτι γυναικὸς ἀπείρατος εἶναι διετείνετο,… (Heliod. Aeth. 3.17). "Hij zweerde nog onervaren te zijn in de gemeenschap met vrouwen”. Hij kan dus enigszins gezien worden als de mannelijke versie van de Ethiopische prinses. Theagenes is echter minder sluw dan Chariclea. Dit komt duidelijk tot uiting in boek 9 wanneer Theagenes wilt dat Chariclea haar identiteit al onthult, waar zij verkiest een beter moment af te wachten.

## Intertekstualiteit
Opvallend aan de structuur van het Aethiopica is dat de tekst heel wat gelijkenissen vertoont met de Odyssee. Heliodorus lijkt bewust een aantal verwijzingen en gelijkaardige elementen te hebben verwerkt in het verhaal om een soort parallel met de Odyssee te trekken. Ook op andere vlakken is er opvallend veel intertekstualiteit terug te vinden in het verhaal.
Ten eerste staat in beide verhalen het thema van rondzwerven en avonturen beleven voor het bereiken van een bestemming centraal. Het grote verschil is dat Odysseus in de Odyssee terug thuiskomt na jaren van omzwervingen, terwijl Chariclea en Theagenes in Aethiopica een ‘nieuwe’ bestemming bereiken. Net als in de Odyssee begint het verhaal ook in medias res. Vooral tussen de hoofdpersonages Chariclea en Odysseus zijn er enkele opvallende gelijkenissen. Zo komen beide vaak in lastige situaties terecht waar ze zich steeds uit kunnen redden dankzij hun vindingrijke listen. Net als Odysseus vermomt Chariclea zich eens als een bedelaar om niet herkend te worden (de scène waar ze samen met de priester Calsiris bij de stad van Arsace aankomt).
Een ander voorbeeld van intertekstualiteit in de Aethiopica is de gelijkenis die de episode in de stad van Arsace vertoont met Euripides’ Hippolytus. De hoofdpersonages worden zodanig gekarakteriseerd dat er duidelijke parallellen te zien zijn tussen respectievelijk Phaedra, de voedster, Theseus en Hippolytus (Hippolytus) en Arsace, Cybele, Oroondates en Theagenes (Aethiopica).
Daarnaast wordt er op minder subtiele wijze verwezen naar de Illias; vaak worden stukjes geciteerd door de personages. Koen De Temmerman haalt in een analyse van de intertekstualiteit in Aethiopica ook aan dat zelfs naar de roman Daphnis en Chloë wordt verwezen. Dit verhaal wordt namelijk afgebeeld op kostbare ring, die uitvoerig beschreven wordt.

## Uitgaven
- A. Colonna, Heliodori Aethiopica Roma 1938. Herziene versie met Italiaanse vertaling: Le Etiopiche di Eliodoro a cura di Aristide Colonna (classici greci), Torino 1987.
- R.M. Rattenbury, T.W. Lumb, J. Maillon, Héliodore: Les Éthiopiques: Théagène et Chariclée (3 tomes) Paris 1960². Deze Budé-tekst (met Franse vertaling) is de standaarduitgave.

## Vertalingen

### Nederlands
- Heliodorus, Een Ethiopische liefdesgeschiedenis. Theagenes en Charicleia, ingeleid en vertaald door Marianne van der Weiden, 2015, ISBN 9789081937061

### Engels
- Heliodorus, Ethiopian story: translated by Sir W. Lamb, edited by J.R. Morgan, London 1961 (Everyman Library; vele malen herdrukt)
- B.P. Reardon (ed.), Collected Ancient Greek novels Berkeley/Los Angeles/London 1989